# TQS
Pour les articles homonymes, voir TQS (homonymie).
TQS est une chaîne de télévision québécoise, anciennement connue sous le nom de Télévision Quatre-Saisons. Il s'agit du second réseau de télévision privée généraliste panquébecois à être entré en ondes. La chaîne tire son nom de sa programmation homogène sur une base annuelle sans que des émissions, des séries dramatiques ou des magazines soient interrompus pour la saison estivale.
Le 31 août 2009, TQS a changé d'identité pour « V »; le 31 août 2020, la chaîne est rebaptisée « Noovo ».

## Historique

### Lancement
En novembre 1984, le Conseil de la radiodiffusion et des télécommunications canadiennes (CRTC) lance un appel de demandes de licences pour une nouvelle station de télévision privée en langue française à Montréal et Québec. Il étudie les demandes de Télévision Saint-Laurent, propriété de Cogeco, ainsi que du Réseau de télévision Quatre-Saisons, entreprise pilotée par Jean A. Pouliot, Adrien D. Pouliot et Paul Chamberland, et détenue par CFCF Inc. CFCF est également propriétaire, à l'époque, de la station de télévision anglophone CFCF-TV de Montréal, du câblo-distributeur CF Câble TV, des stations de radio CFCF (AM) et CFQR-FM ainsi que de Champlain Productions.
En septembre 1985, le CRTC approuve la demande de Quatre-Saisons, mais refuse l'exploitation d'une station à Québec. Le réseau est lancé le 7 septembre 1986 sous le nom de Télévision Quatre-Saisons. En plus des bulletins de nouvelles, elle produisait des émissions de journalisme (Caméra 86), des émissions de variétés, des jeux télévisés, et des talk-shows. Elle diffusait aussi des films tous les soirs, et par la suite, des matchs de hockey des Nordiques de Québec après un accord signé dans la nuit du 16 juin 1987 avec la Brasserie O'Keefe et l'équipe des Nordiques. TQS devient alors diffuseur exclusif des Nordiques au Québec pour 16 matchs de la saison régulière (le jeudi soir majoritairement) et certains matchs de la Coupe Stanley.
À Québec, CFAP-TV est mis en ondes en septembre 1989.

### Années 1990
Le 19 mars 1994, TQS acquiert les droits de diffusion des matchs de hockey des Canadiens de Montréal à partir de l'automne 1994 au détriment de TVA qui jugeait les droits trop coûteux.

#### Négociations puis échec du rachat par Vidéotron (1994–1996)
Le réseau accumule les pertes financières depuis sa fondation et hypothèque les ressources financières de CFCF Inc. qui en est toujours le propriétaire. Le câblo-distributeur doit se résoudre à vendre l'entreprise au câblodistributeur Vidéotron. Des rumeurs de fusion entre TVA et TQS circulent dès 1994, même si elles sont à l'époque démenties par Vidéotron.
Début novembre 1995 une autre rumeur indique que Vidéotron serait prêt à vendre TVA à CFCF Inc. en échange de sa division de câblo-distribution CF Câble. La rumeur est démentie par Claire Samson, vice-présidente exécutive de TQS. Pourtant le 18 novembre 1995 une entente est entérinée entre Vidéotron et CFCF qui confirme le transfert de TVA à CFCF (par une OPA sur les actions de TVA pour 204 millions de dollars) et celui de CF Câble à Vidéotron (pour 227 millions).
L'entente est finalement abandonnée puisque le 19 avril 1996 Vidéotron offre de racheter l'ensemble de CFCF (TQS et CF Câble) pour un prix estimé à 680 millions de dollars par une OPA sur les actions de CFCF. Le 4 octobre 1996 Vidéotron et TVA signent une entente prévoyant que TQS sera intégrée à TVA.
En février 1997 le CRTC accepte la transaction pour la division câblo-distribution, mais refuse la transaction concernant le réseau TQS, car elle aurait fait de Vidéotron le propriétaire unique des deux seuls réseaux de télévision privés au Québec, soit TVA et TQS. 
Dès lors plusieurs groupes de médias déclarent leur intérêt pour racheter TQS : Canwest, Astral (par son réseau Premier Choix), Cogeco, RDS, Radiomutuel et Québecor.

#### Acquisition par Québecor (1997)
Un consortium mené par Québecor acquiert le réseau pour 40 millions de dollars en 1997 et l'amène à la rentabilité en réduisant ses budgets de production, en déménageant toutes ses productions (sauf les variétés) dans le même studio situé au rez-de-chaussée du siège social de l'entreprise sur la Rue Saint-Jacques le 30 août 1999 et en engageant des animateurs vedettes, tels que Jean-Luc Mongrain, pour présenter les journaux télévisés. Ce virage permet de diminuer le déficit annuel d'opérations du réseau.

### Années 2000
Une offre d'achat est déposée par Rogers Communications de Toronto pour faire l'acquisition du câblo-distributeur Vidéotron et du réseau de télévision TVA. Le gouvernement du Québec, avec l'aide de la Caisse de dépôt et placement du Québec, finance Québecor afin que ce dernier se porte acquéreur de Vidéotron et de TVA.

#### Rachat par Cogeco et Bell Globemedia (2001–2002)
Néanmoins, en 2001, le CRTC refuse que TVA et TQS soient contrôlés par la même entreprise. Québecor transige TQS à un consortium formé de Cogeco (qui prend 60 % des parts), déjà propriétaire de certaines des stations régionales de TQS depuis 1987, et de Bell Globemedia (qui acquiert les 40 % restants), alors propriétaire du réseau CTV. Une entente est signée le 18 septembre 2001 qui prévoit la constitution d'une co-entreprise entre Cogeco et Bell Globemedia pour la gestion de TQS. Cogeco y transfèrerait les 13 % qu'elle détient déjà dans le réseau TQS ainsi que les 6 stations qui lui sont affiliés tandis que Bell Globemedia verserait 74 millions de dollars à Quebecor,. 
La transaction pose un problème à la Société Radio-Canada dont certaines stations affiliées sont détenues par Cogeco. De fait, Cogeco deviendrait à la fois un partenaire (pour les stations affiliés) et un concurrent direct (par TQS) pour la SRC. Les deux parties s'entendent pour transférer le contrôle de la production de l'information des stations affiliées à la SRC quelques jours avant les audiences du CRTC sur la vente de TQS,.
Le CRTC approuve définitivement la transaction le 7 décembre 2001 estimant que le rachat de TQS « aura un impact limité sur la concentration des médias au Québec », d'autant que Bell Globemedia s'est engagé à ne pas fusionner la gestion de TQS et du réseau anglophone CTV qu'elle détient aussi.
La transaction est définitivement conclue le 15 février 2002.

#### Adaptations à la grille des programmes
À partir du printemps 2003 TQS dépasse régulièrement la télévision de Radio-Canada en audience. Les nouveaux propriétaires de TQS injectent 12 millions de dollars en 2003 pour solidifier la programmation du réseau avec notamment :
- La création d'une émission matinale Caféine pour concurrencer Salut, Bonjour ! de TVA ;
- Un Grand Journal rallongé d'une demi-heure, programmé dès 16 h 30 dans un décor généré par ordinateur ;
- L'augmentation du volume de programmation régionale, notamment le midi ;
- La mise en ondes de Loft Story à partir du 5 octobre 2003 adapté du programme français à succès diffusé sur M6 en 2001 et 2002.

Le 4 février 2005, Bell Globemedia obtient les droits de diffusion des Jeux olympiques de Vancouver en 2010 et ceux de Londres en 2012 pour 153 millions de dollars américains. TQS fait donc partie du groupe de diffuseur des jeux en français avec RDS et RIS. Il est alors prévu que TQS consacre 12 heures de programmation par jour aux jeux et que la majorité de la production soit prise en charge par CTV et RDS.

#### Problèmes financiers
TQS connait des difficultés financières persistantes malgré les plans d'économies successifs. En avril 2005 Cogeco déprécie la valeur comptable de TQS de 50 millions de dollars pour refléter la chute de sa rentabilité.
En septembre 2007 la Société Radio-Canada annonce qu'elle mettra fin en août 2008 à son association à Cogeco et TQS pour ses stations de Sherbrooke, Trois-Rivières et Saguenay. En juin 2008, la SRC reçoit l'autorisation du CRTC pour racheter les stations en question à compter du 1er septembre 2008.
En octobre 2007, Cogeco mandate la Banque CIBC pour trouver un acheteur pour TQS. Corus, Rogers, Radio-Nord, TC Transcontinental et la CDPQ se seraient déclarés intéressés par le rachat de TQS mais aucun des candidats ne dépose d'offre au terme de la période de réflexion,.
Cogeco annonce, le 18 décembre 2007, qu'elle abandonne le réseau de télévision TQS et demande de se placer sous la protection de la Loi sur les arrangements avec les créanciers.
L'entreprise explique en conférence de presse que le « marché francophone québécois de la télévision généraliste a connu une détérioration marquée malgré les mesures prises et les investissements effectués par l'entreprise au cours des derniers mois ».
En mars 2008, le syndic de faillite annonce que Remstar devient le nouveau propriétaire de la station, à condition que le CRTC accepte la transaction.

#### Fermeture du service de l’information
Le 23 avril 2008, Remstar annonce qu'il compte abolir le service de l'information graduellement au cours de l'été pour le fermer complètement lors de la rentrée automnale. Remstar veut plutôt miser sur la production Internet et sur les séries lourdes, affirmant que les bulletins de nouvelles sont peu rentables.

#### Un Vent de renouveau et un changement d’appellation

Le logo de V-Télé, (nouveau nom de la chaîne de 2009 à 2020.)

Après avoir abandonné son titre de « Mouton noir de la télé » au printemps 2009, la direction de TQS a convié les médias à la présentation préliminaire de leur nouvelle programmation 2009-2010 au mois de mai 2009. Le nouveau TQS, qui bénéficiera d'une nouvelle image et d'une nouvelle appellation, se tournera vers les plaisirs décadents, en plus de marquer le retour de Gildor Roy à la barre de l'émission du matin et la venue de Mario Dumont, ex-chef de l'Action démocratique du Québec (ADQ) pour un éditorial de l'actualité avec l'émission Dumont 360. La direction de TQS ajoute également un peu d'information à sa nouvelle programmation avec la venue d'une toute nouvelle émission d'information en semaine à 17 heures. Après avoir éliminé la salle des nouvelles et de nombreuses émissions, TQS est relancée le 31 août 2009 sous le nom de V. Remstar espère se démarquer avec V en visant davantage les 18 à 49 ans et en abaissant sa moyenne d'âge de cinq ans.
L'annonce du nouveau nom s'est effectuée lors d'un 5 à 7 tenu au Centre des sciences de Montréal, le 19 août 2009. Les semaines précédentes, la direction de la chaîne avait donné comme simples indices deux mots-clés : « divertissement » et « plaisir coupable », ce qu'elle disait vouloir offrir à ses téléspectateurs avec son renouveau. La chaîne appartenait à Remstar via sa filiale Groupe V Média (aujourd'hui Remstar Media) qui détient également les chaînes MusiquePlus et MusiMax.

### Noovo (Bell Média)
Le 24 juillet 2019, Bell Média annonce avoir conclu une entente avec les actionnaires du Groupe V Média pour faire l'acquisition du réseau V et de son site web noovo.ca,. Le CRTC a autorisé le rachat de V par Bell Média sous conditions le 3 avril 2020. De façon exceptionnelle, le Conseil publie les motifs de sa décision un mois plus tard. Il reconnaît que l'acquéreur (Bell Media) aura besoin de plusieurs années pour redresser la situation financière de la chaîne, dont les revenus ont plongé de 41 % depuis 2016 :
« Étant donné la situation économique actuelle qui nous touche tous, il est difficile de faire des prévisions précises pour le moment, mais nous nous concentrons sur l'atteinte de la rentabilité dans un horizon de cinq ans »
— Caroline Audet, porte-parole de Bell

## Logo

Logo de TQS utilisé de 1993 à 1998.
Logo de TQS utilisé de 1998 à 2006.
Logo de TQS utilisé de 2006 à 2008.
Logo de TQS utilisé de 2008 à 2009.

## Programmation

### Premières émissions
TQS investit massivement dès le départ dans la production d'émissions originales.
- 100 Limite, qui fait connaître au public québécois Les Bleu Poudre;
- Caméra 86 à Caméra 93, animée par Madeleine Roy;
- S.O.S. Télé, animé par Yves St-Gelais;
- Caméra extrême, animé par Benoit Tranchemontagne;
- Faut le voir pour le croire, animé par Yannick Marjot;
- Flash, un magazine culturel quotidien;
- Garden Party, variété animé par Serge Laprade et Michèle Richard, puis par Laprade et Jano Bergeron à la suite du départ fracassant de Richard;
- La Maison Deschênes, premier téléroman québécois quotidien;
- Les carnets de Louise, magazine animé par Louise Deschâtelets puis par Louise-Josée Mondoux;
- Scènes de crime, animé par Benoit Tranchemontagne;
- Surprise sur prise, émission de gags de caméra cachée animée par Marcel Béliveau, exporté par la suite en France et dans de nombreux pays;
- Un grand nombre de jeux télévisés : Action Réaction, La Roue chanceuse, Puzzle, La Guerre des clans, Coup de foudre, etc.

TQS occupe également le créneau de la sexualité et de l'érotisme en présentant le premier variété érotique au Québec (Sur l’oreiller animé par France Castel), des films érotiques le samedi en fin de soirée (Bleu Nuit) et Sexe et confidences, une émission de lignes ouvertes.
TQS obtient également les droits de diffusion des matchs de hockey sur glace des Nordiques de Québec, ainsi que plusieurs films quotidiennement.

### Émissions culturelles
TQS a mis en ondes le premier magazine culturel quotidien en direct Première animé par Claire Caron et André Chouinard avec les journalistes Claire Riley, Sylvie Desbois, Daniel Daigneault et Elisabeth Paradis. Cette dernière animait également l’édition du samedi[réf. nécessaire].
TQS permet au groupe d'humoristes Rock et Belles Oreilles (RBO) de réussir son passage de la radio à la télévision. Julie Snyder fait également ses débuts télévisuels à la barre de l'émission culturelle Sortir. Sonia Benezra y anime le talk-show le plus populaire des années 1990 durant plusieurs années avec plus de 1111 émissions et avec souvent plus d'un million de téléspectateurs chaque soir. Guy A. Lepage (maintenant à la barre de la version québécoise de Tout le monde en parle) y a fait ses débuts en tant qu'animateur de télévision, l'humoriste Jean-Marc Parent y présente pendant deux ans une émission en direct faisant une grande place à l'improvisation. De 1995 jusqu'à 2006, TQS diffuse aussi Flash, qui est la référence en magazine artistique et culturel au Québec. De 2008 à 2009, TQS diffuse l'émission Monsieur Showbiz, animé par Érick Rémy.

### Renouvellement de la programmation
Lors du passage dans le giron de Cogeco et Bell Globemedia, TQS prend un virage plus irrévérencieux et sensationnaliste. Le réseau présente de plus en plus de téléréalités (Loft Story, Le Bachelor, S.O.S. Beauté, Donnez au suivant, Mademoiselle Swan, Solutions Gay) et d'émissions de séquences choc (Faut le voir pour le croire, Rire et délire, Caméra extrême, etc.). Les émissions de fiction refont leur apparition à l'antenne après plusieurs années d'absence, avec notamment les comédies 3X Rien, 450, chemin du Golf.
Cependant, le plus important virage pris par les dirigeants de Cogeco est de convertir un à un les journaux télévisés en émissions de débats et d'opinions ayant une durée de plus d'une heure chacun. 
La présentation plus traditionnelle des nouvelles (présentation d'un reportage, suivi du reportage du journaliste) a laissé la place à de plus en plus de débats avec invités sur des sujets chocs ainsi que des tribunes téléphoniques. Quoique contesté par des puristes du journalisme, ce virage a permet à TQS d'atteindre enfin la rentabilité et de voir ses parts de marché augmenter significativement. TQS présente même des spectacles de plusieurs artistes québécois, canadiens et internationaux, comme The Confessions Tour de Madonna.
Dès 2003, Jean Pagé anime 110 %, émission de débats sur le sport diffusée en fin de soirée. Cette émission disparaît lors du changement de TQS en V.
Plutôt que d'être présentés par un journaliste, les différents journaux télévisés sont présentés par des animateurs populaires tels que Jean-Luc Mongrain, Denis Lévesque, Gilles Proulx ou Benoit Dutrizac ou d'anciens politiciens comme Michel Gauthier. Il est même arrivé régulièrement à l'hiver 2005 que les débats de fin de soirée de TQS obtiennent des parts de marché supérieures au Téléjournal/Le Point de Radio-Canada, considéré comme une institution dans le domaine de l'information au Québec.
En 2006, TQS et son vice-président Luc Doyon ont proposé une émission de débats et d'affaires publiques intitulée L'avocat et le diable, coanimée par Gilles Proulx et Stéphane Gendron, alors maire d'Huntingdon. Cette émission matinale diffusée de 9 h à 10 h a atteint des sommets dans les cotes d'écoute, dépassant régulièrement son plus proche rival, Deux filles le matin du réseau TVA, avec un auditoire atteignant parfois 300 000 personnes. Le concept prend fin le 26 septembre 2008 pour céder le pas à une nouvelle programmation proposée par les nouveaux propriétaires de TQS, Remstar.
Plus tard, TQS mise sur Isabelle Maréchal, journaliste, animatrice et comédienne. En plus de commenter les nouvelles du journal de fin de soirée de TQS, elle anime la deuxième saison de la télé-réalité québécoise Loft Story. Son arrivée à TQS en août 2005 entraîne le départ du chef d'antenne Denis Lévesque pour LCN une semaine avant la grande rentrée de TQS. Lévesque prétexte refuser de verser « l'information spectacle » avec Isabelle Maréchal. Il est remplacé par le journaliste Martin Robert.
En juin 2006, TQS place Benoît Dutrizac dans la case horaire de 22 heures à l'automne, mettant fin au bulletin de nouvelles conventionnel en fin de soirée. L'émission Dutrizac consistait en un bloc d'entrevues de 45 minutes, suivi d'un bloc de nouvelles de 15 minutes à 22 h 45. Le concept de l'émission n'a jamais attiré le public, habitué de voir des nouvelles en fin de soirée[réf. nécessaire].
En juin 2007, devant l'échec de l'émission de Benoît Dutrizac, TQS annonce l'embauche d'Esther Bégin à titre de chef d'antenne du Journal du soir, bulletin d'informations conventionnel d'une durée de 45 minutes. À la suite de l'annonce de l'abolition du service de l'information, elle ne sera restée qu'une saison à l'antenne.

### Diffusion en haute définition et télévision numérique

Logo de TQS HD

Le 1er juin 2007, TQS offre en haute définition toutes ses émissions de sa programmation. Le 19 décembre 2007, la station mère CFJP de Montréal diffuse d'un émetteur hertzien numérique ATSC au canal 42, canal virtuel 35.1 (CFJP-DT) pour les récepteurs ATSC. L'émetteur est situé sur le toit d'un édifice de la rue Sherbrooke, coin Berri, à Montréal. Il a une puissance d'émission de 7 kW.

### Slogans
- 1987-1989: On grandit ensemble!
- 1989-1995: TQS Au cœur de l'action!
- 1995-1998: Allumée!
- 1998-2005, 2006-2009: Le mouton noir de la télé
- 2005-2006: Parce que vous êtes… différent!

### Téléromans, comédies et séries originales
- La Maison Deschênes (1987–1989)
- Denise... aujourd'hui (1990–1991)
- Libre-échange (1990–1991)
- SQreté 5-0 (1993–1994)
- Miséricorde (1994)
- Triplex (1994–1995)
- Parents malgré tout (1995)
- 10-07: L'affaire Zeus (1995)
- 10-07: L'affaire Kafka (1996)
- Innocence (1996)
- Le Masque (1997)
- Opération Tango (1999)
- Dominic et Martin (2000–2003)
- Lance et compte : Nouvelle Génération (2002)
- Harmonium (2003)
- 3X Rien (2003)
- 450, chemin du Golf (2003–2009)
- Casting... à l'école de la vie! (2005)
- Bob Gratton : ma vie, my life (2007–2009)
- Ste-Madeleine P.Q. (2008)
- Grande fille (2008–2009)

### Jeux télévisés
- Action Réaction (1986–1990)
- Double Jeu (1988–1989)
- La Guerre des sexes (1988–1989)
- La Roue chanceuse (1989–1992)
- Coup de foudre (1989–1993)
- Cafouillis (1990)
- Zizanie (1990–1992)
- La Guerre des clans (1992–1997)
- Quelle Histoire (1993)
- Relevez le défi (1993–1995)
- Misez juste (1994–1995)
- L'Épicerie en folie (1994)
- Les Détecteurs de mensonges (1994)
- Rumeurs (1996)
- Sans sens sûr (1996)
- Le Chaînon manquant (1997)
- Presse-citron (1997)
- Drague-moi (1998)
- Les Indices Pensables (1999-2000)
- Les Bolés (2004)
- Pyramide (20__-2009)

### Émissions de divertissement
- Caméra 86-93 (1986–1993)
- Le Grand Journal (1986–2008)
- Les Carnets de Louise (1986–1990)
- L'Heureux Retour (1986–1987)
- De toute beauté (1986–1987)
- Jolis à croquer (1986–1987)
- Mon œil (1986–1987)
- Le Petit Journal (1986–2004)
- PopCorn (1986–1987)
- Rock et Belles Oreilles (1986–1988)
- Sports Plus (1986–1998)
- Sur l'oreiller (1986–1989)
- Les Aventures du pirate Mad Dog (1987–1988)
- Comptant Content (1987-1988)
- Jasmin Centre-ville (1987-1989)
- Marguerite et compagnie (1987-1989)
- Téléfun (1987-1989)
- Surprise sur prise ! (1987-1990)
- 100 Limite (1988-1992)
- Garden Party (1988-1990)
- Les Arnaqueurs (1988-1989)
- La Fourchette d'or (1988-1990)
- La Fourchette des vedettes (1988-1990)
- Les Grandes Vacances (1988–1991)
- Sortir (1989)
- Sonia Benezra (1992–1997)
- Pas si bête que ça! (1993–2004)
- C'est chaud (1995)
- Flash (1995–2007)
- Besoin d'amour (1995)
- L'Heure JMP (1996)
- La fin du monde est à sept heures (1997–2000)
- Habitaction (1997–2001)
- 110 % (1998–2009)
- Y'a plein d'soleil (1998–2009)
- Dieu reçoit (1999)
- Cardio Tae Boxe (1999–2003)
- Canal des Nouvelles Modifiées (2000–2001)
- Testostérone (2001–2004)
- Loft Story (2003–2009)
- Donnez au suivant (2005)
- Vie de couple (2008)
- La maison de : Maxim Lapierre (2009)

## Audience
| Saison                                              | 1992 | 1993 | 1994 | 1995 | 1996 | 1997 | 1998 |
| --------------------------------------------------- | ---- | ---- | ---- | ---- | ---- | ---- | ---- |
| Printemps                                           | NC   | 14 % | 13 % | 12 % | 13 % | 12 % | 10 % |
| Automne                                             | 15 % | 14 % | 13 % | 12 % | 10 % | 10 % | 10 % |
| Source : Rapports annuels du Groupe TVA d'après BBM |      |      |      |      |      |      |      |

| Saison                                              | 1999 | 2000 | 2001 | 2002 | 2003 | 2004   | 2005 | 2006   |
| --------------------------------------------------- | ---- | ---- | ---- | ---- | ---- | ------ | ---- | ------ |
| Printemps                                           | 11 % | 13 % | 14 % | 15 % | 12 % | 13,5 % | NC   | NC     |
| Automne                                             | 12 % | 14 % | 14 % | 14 % | 17 % | NC     | NC   | 13,9 % |
| Source : Rapports annuels du Groupe TVA d'après BBM |      |      |      |      |      |        |      |        |